# Schedophilus
Schedophilus es un género de peces actinopeterigios marinos, distribuidos por aguas del océano Atlántico y del océano Pacífico.

## Especies
Existen ocho especies reconocidas en este género:
- Schedophilus griseolineatus (Norman, 1937)
- Schedophilus haedrichi Chirichigno F., 1973
- Schedophilus huttoni (Waite, 1910)
- Schedophilus maculatus Günther, 1860
- Schedophilus medusophagus (Cocco, 1839)
- Schedophilus ovalis (Cuvier, 1833)
- Schedophilus pemarco (Poll, 1959)
- Schedophilus velaini (Sauvage, 1879)